# Hod ha-Szaron (stacja kolejowa)
Hod ha-Szaron (hebr.: הוד השרון) – stacja kolejowa w mieście Hod ha-Szaron, w Izraelu. Jest obsługiwana przez Rakewet Jisra’el.

Stacja znajduje się w północno-wschodniej części miasta Hod ha-Szaron, przy strefie przemysłowej Afeq. Dworzec jest przystosowany dla osób niepełnosprawnych.

## Połączenia
Pociągi z Hod ha-Szaron jadą do Lod, Tel Awiwu, Bene Berak, Petach Tikwa, Kefar Sawy i Riszon le-Cijjon.